# یواس‌اس اسکورپیون (پی‌وای-۳)
یواس‌اس اسکورپیون (پی‌وای-۳) (به انگلیسی: USS Scorpion (PY-3)) یک کشتی بود که طول آن ۲۱۲ فوت ۱۰ اینچ (۶۴٫۸۷ متر) بود. این کشتی در سال ۱۸۹۶ ساخته شد.